# Matthias Claessen
Matthias Claessen (* 19. April 1821 auf Gut Isenkroidt; † 13. November 1892 in Aachen) war ein preußischer Verwaltungsbeamter, Oberregierungsrat und Landrat.

## Leben
Der katholische Matthias Claessen war ein Sohn des Gutsbesitzers Johann Hubert Heinrich Claessen und dessen Ehefrau Anna Maria Magdalena, geborene von Meer. Nach dem Besuch des Kaiser-Karls-Gymnasiums in Aachen und der abgelegten Reifeprüfung im Jahr 1839 absolvierte er bis 1843 ein Studium der Rechtswissenschaften in Bonn und Berlin. Nachdem er am 7. April 1843 die Auskultatorprüfung abgelegt hatte, war er ab Juli 1843 Auskultator beim Landgericht Aachen. Nach der Ernennung zum Gerichtsreferendar am 30. Mai 1845 war er zunächst beim Friedensgericht und im Anschluss beim Instruktionsamt in Malmedy tätig. Mit Dienstalter vom 12. April 1848 wurde er Gerichtsassessor mit Beschäftigung beim Landgericht Aachen. Vom 30. Juli 1848 bis 31. März 1849 bzw. vom 6. März 1850 bis 19. September 1850 wurde er vertretungsweise mit der Verwaltung des Landratsamtes Jülich beauftragt. Zeitgleich dazu nahm er die Funktion des Kreisdeputierten war. Am 3. Juli 1851 wurde er zum Regierungsassessor mit Beschäftigung bei der Regierung Aachen ernannt. Nach einer erfolgreichen Präsentationswahl wurde er am 20. Februar 1854 (mit Bestallung vom 19. Juli 1854) zum Landrat des Kreises Heinsberg ernannt, die Amtseinführung erfolgte am 4. Oktober 1854. Am 4. Dezember 1859 wurde er mittels Bestallung zum Regierungsrat ernannt, wonach er zur Regierung Aachen im „Interesse des Dienstes“ überwiesen bzw. versetzt wurde. Nach der dortigen Ernennung zum Oberregierungsrat am 15. Oktober 1866 wechselte er in gleicher Funktion am 1. Juli 1868 zur Regierung Düsseldorf, wo er Dirigent der Abteilung des Innern und desgleichen nochmals ab dem 1. September 1870 wieder bei der Regierung Aachen wurde. Claessen wurde zum 1. Juli 1874 auf eigenen Antrag in den Ruhestand verabschiedet.

## Politik
Claessen war von 1855 bis 1857 Mitglied des Preußischen Abgeordnetenhauses in der 4. Legislaturperiode.

## Mitgliedschaften
- Mitglied der Aachener Armenverwaltungskommission
- Präsident des Carlsvereins

## Auszeichnungen
- Kronenorden 2. Klasse
- Roter Adlerorden 3. Klasse mit Schleife

## Familie
Matthias Claessen heiratete am 17. Februar 1855 in Allrath Anna Maria Adamista Hubertina Kruchen (* 9. März 1855 in Allrath; † 15. Januar 1871 in Aachen), Tochter des Landwirts Paul Kruchen († 9. März 1884 in Aachen) und dessen Ehefrau Barbara, geborene Claßen aus Allrath.